# Show 94 au Zénith
Albums de Eddy Mitchell
Country-Rock à l'Olympia
(1995) Tout Eddy
(1995)
Show 94 au Zénith est le dixième album live d'Eddy Mitchell enregistré au Zénith de Paris et sorti en 1995 sur le label Polydor.

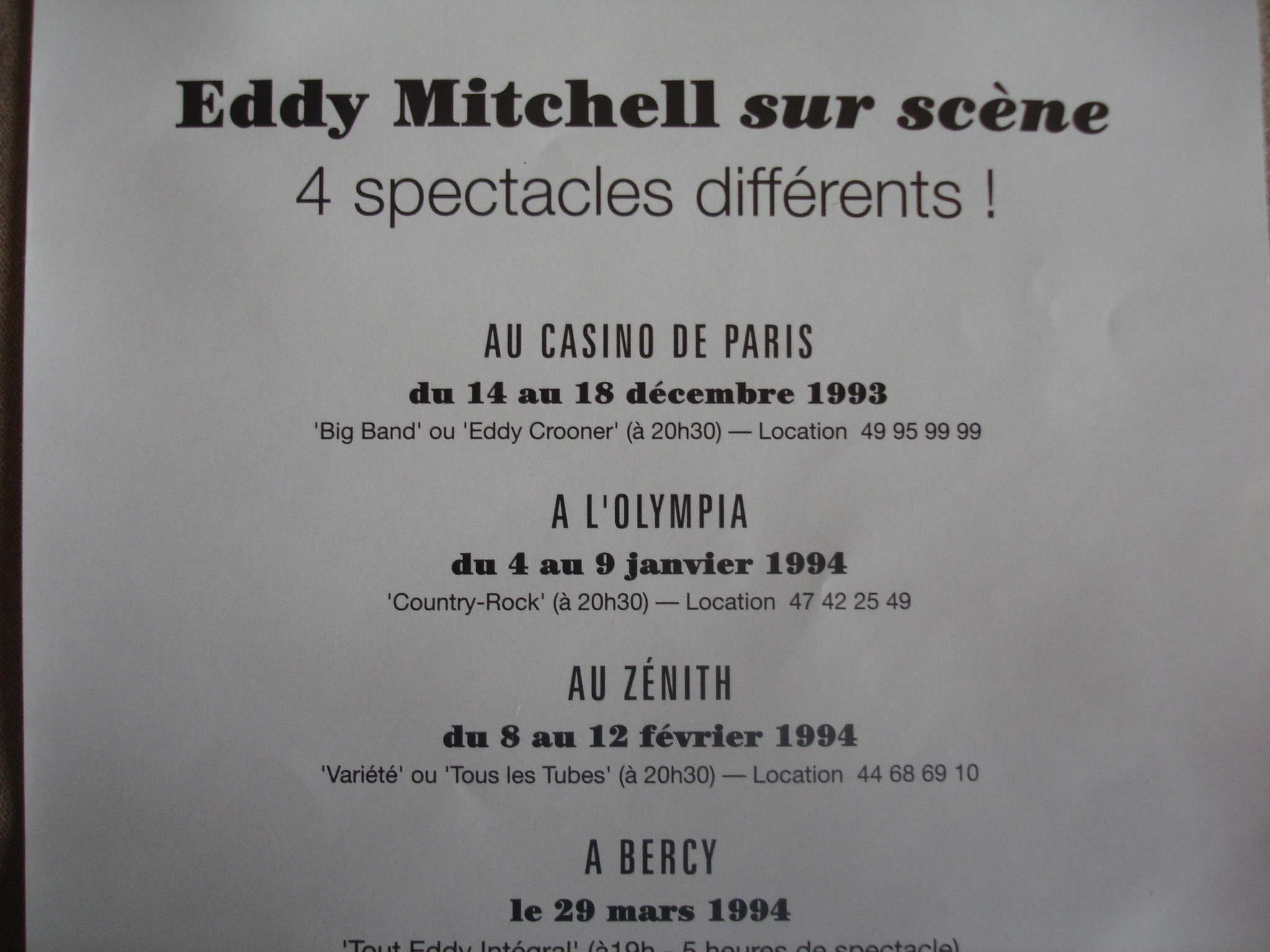
Affiche des concerts

Eddy Mitchell de décembre 1993 à mars 1994, se produit à Paris dans quatre salles différentes : Casino de Paris, Olympia, Zénith et Bercy. À chaque fois, il propose un tour de chant différent. Du 8 au 12 février 1994, le Zénith est la troisième étape du chanteur.

## Liste des titres
| No  | Titre                            | Durée |
| --- | -------------------------------- | ----- |
| 1.  | À toi ma poule (Intro)           |       |
| 2.  | Toujours un coin qui me rappelle |       |
| 3.  | Alice                            |       |
| 4.  | Il ne rentre pas ce soir         |       |
| 5.  | La Fille du motel                |       |
| 6.  | Je vais craquer bientôt          |       |
| 7.  | La Peau d'une autre              |       |
| 8.  | Pas de boogie woogie             |       |
| 9.  | J'ai tous les plans              |       |
| 10. | La dernière Séance               |       |
| 11. | Te perdre                        |       |
| 12. | M'man                            |       |
| 13. | Vigile                           |       |
| 14. | Lèche-bottes Blues               |       |
| 15. | Couleur menthe à l'eau           |       |